# الینور گراتی
الینور گراتی (به انگلیسی: Eleanor Garatti) (زادهٔ ۱۲ ژوئن ۱۹۰۹ - درگذشته ۹ سپتامبر ۱۹۹۸) شناگر اهل کشور ایالات متحده آمریکا است.